# Достык (гостиница)
«Достык» — гостиница, расположенная в центре города Алма-Аты. Является памятником архитектуры местного значения.

## История
Здание гостиницы было построено в 1983 году по проекту архитекторов Ю. Ратушного, Г. Антонова, В. Захарова, И. Перфильева. Конструкторами выступили В. 
Нос, Е. Рудник. Заказчиком строительства стало Управление делами ЦК КПК. Она предназначалась для приёма высших партийных и государственных деятелей. Подрядчиком строительства стал трест «Алмаатажилстрой».

## Архитектура
Здание гостиницы "Достык" представляет собой вытянутый прямоугольный пятиэтажный объём с подвальным и техническим этажом. Композиционное решение фасадов основано на применении крупных элементов в обработке плоскостей стен, выделенном под цокольный первый этаж, массивной ленты  карниза, опоясывающего здание. Главный вход акцентирует сквозной портик полукруглого очертания, поддерживаемый профилированными колоннами. Контрастное сочетание  темных стен и выделенных белым цветом архитектурных деталей, богатая игра светотени,  использование различных по фактуре облицовочных материалов способствуют усилению выразительности здания.

## Современное состояние
В настоящее время это пятизвёздочный отель, который предлагает 72 комфортабельных номера различных категорий. В стоимость проживания входит посещение СПА-центра, Интернет и завтрак в стиле «шведский стол». Гостиница располагает двумя конференц-залами для деловых встреч.

## Памятник истории и культуры
10 ноября 2010 года был утверждён новый Государственный список памятников истории и культуры местного значения города Алматы, одновременно с которым все предыдущие решения по этому поводу были признаны утратившими силу. В этом Постановлении был сохранён статус памятника местного значения здания гостиницы. Границы охранных зон были утверждены в 2014 году.